# Lapptjärnen, Gästrikland
Lapptjärnen är en sjö i Gävle kommun i Gästrikland och ingår i Hamrångeåns huvudavrinningsområde.